# Дружба народов

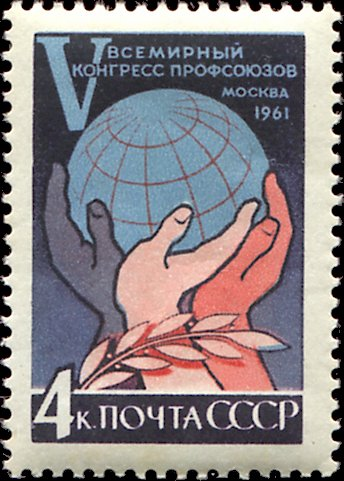
«За мир и дружбу между народами!» Почтовая марка СССР, 1961. Серия «V Всемирный конгресс профсоюзов в Москве» (1961)

Дру́жба наро́дов — один из основных идеологических терминов СССР, обозначающий декларированный принцип существования советского государства на основе всестороннего братского сотрудничества и взаимопомощи народов и наций, ставших на социалистический путь развития. В многонациональных государствах XX века — один из главных провозглашённых принципов развития социалистических обществ.
Важность принципа подчёркивалась также тем, что в СССР был учреждён орден Дружбы народов, а также создан Университет Дружбы народов. В Ташкенте один из концертных залов носит название «Дружбы народов», в XX веке также функционировал музей Дружбы народов.

## Суть понятия

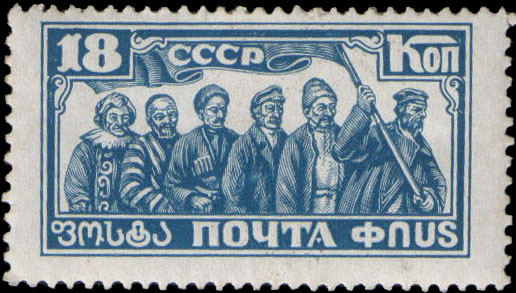
Трудящиеся шести национальностей СССР. Почтовая марка СССР, 1927

Согласно марксизму, национализм — это всего лишь инструмент правящего класса, используемый для разделения рабочего класса, дабы его легче было контролировать и эксплуатировать. С успехом классовой борьбы (то есть упразднением социального класса как такового) естественное братство всех рабочих сделает идею отдельных наций устаревшей. Концепция братства народов часто противопоставляется «буржуазному космополитизму». Понятию «братства народов» соответствует понятие интернационализм, однако в советский период они не считались тождественными. В этом контексте понятие интернационализма разъяснялось как «буржуазный космополитизм» и противопоставлялось понятию «пролетарский интернационализм».
Как отмечала этнопсихолог Светлана Владимировна Лурье: 
Самое интересное в «сценарии «дружба народов» — то, что как стиль жизни он развивался и воплощался стихийно. Русский народ повел себя как лидер именно в тот период, когда вслух называть его лидером было не принято. Получается, что в Российской империи русские великолепно налаживали свои отношения с покорёнными народами, но без вмешательства власти, стремившейся, например, обустроить жизнь колоний на английский манер. Это позволяет сделать вывод о высокой природной способности русских к самоорганизации и организации окружающих народов, да так, что у последних возникает ощущение некого идеального мира и желание во всем помогать русским, идущее от самого сердца. 

## История понятия

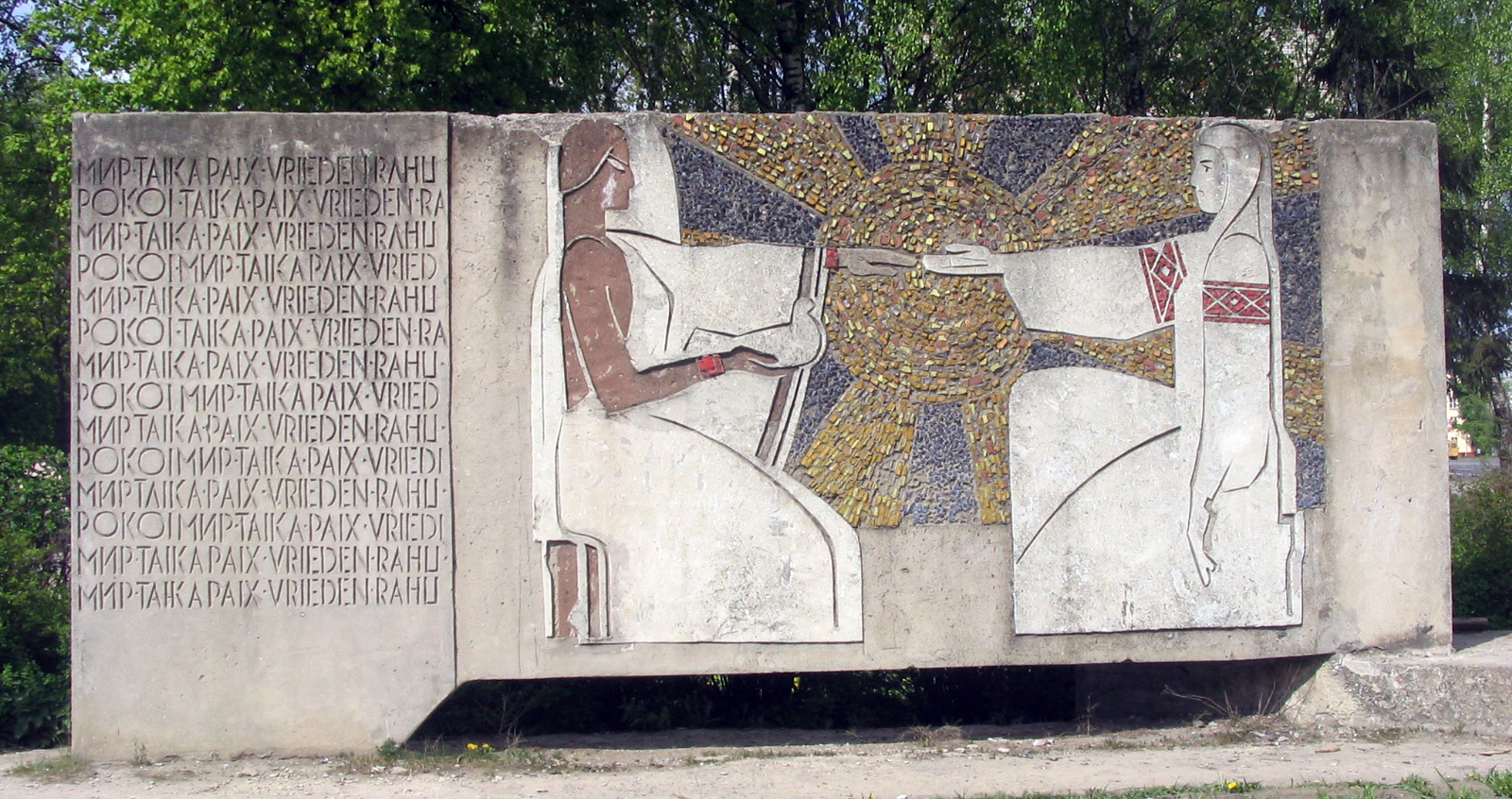
Памятник в честь дружбы народов в городе Иваново

Царская Российская империя была объявлена Владимиром Лениным «тюрьмой народов». Советский Союз, пришедший на смену Империи, провозгласил целью своей национальной политики формирование новой национальной общности или супернации, «советского народа», что в действительности служило идеологическим прикрытием ассимиляции национальных меньшинств путем уничтожения их языков и культур. Конституция СССР 1977 года гласит: «Укрепился союз рабочего класса, колхозного крестьянства и народной интеллигенции, братства народов и национальностей СССР». Однако, несмотря на то, что Советский Союз часто заявлял о значительном прогрессе в «национальном вопросе», его распад произошёл во многом из-за межэтнического конфликта и, как и в других коммунистических странах, в которых выходцы из привилегированной национальности (Югославия — сербы, Вьетнам — этнические вьетнамцы, Китай — ханьцы) имели бо́льшую политическую и экономическую власть, чем представители других народов.